# Tournoi européen FIRA de rugby à XV 1938
Navigation
Tournoi européen FIRA 1937 Coupe d'Europe FIRA 1952
Le Tournoi européen FIRA de rugby à XV 1938 est organisé par la Fédération internationale de rugby amateur du 15 au 22 mai en Roumanie.
Contrairement à l'année précédente, seules trois équipes participent à ce tournoi qui se déroule à Bucarest. La compétition a donc lieu sous la forme de phase de poule. La France remporte le tournoi grâce à ses deux victoires sur la Roumanie et l'Allemagne.
Le tournoi devait être organisé l'année suivante en Italie mais la  Fédération internationale de rugby amateur annonce son report à l'année 1942. La Seconde Guerre mondiale aura raison de cette compétition.

## Classement
| Rang | Pays       | J | V | N | D | Pm | Pe | Diff | Pts |
| ---- | ---------- | - | - | - | - | -- | -- | ---- | --- |
| 1    | France (T) | 2 | 2 | 0 | 0 | 19 | 13 | +6   | 4   |
| 2    | Allemagne  | 2 | 1 | 0 | 1 | 13 | 11 | +2   | 2   |
| 3    | Roumanie   | 2 | 0 | 0 | 2 | 11 | 19 | -8   | 0   |

|  | Vainqueur du tournoi     |
|  | T : Tenant du titre 1937 |

## Les matches
| 15 mai 1938 | Roumanie                                                                             | 8 – 11 (8-11) | France                                                           | Stade A.N.E.F., Bucarest 6,000 spectateurs Arbitre : M. Mârâseşcu |
| 15 mai 1938 | Essai(s) : N. Crissoveloni Transformation(s) : C. Dinescu Pénalité(s) : V. Niculescu |               | Essai(s) : Blond, Le Goff, Caunegre Transformation(s) : Desclaux | Stade A.N.E.F., Bucarest 6,000 spectateurs Arbitre : M. Mârâseşcu |
| 15 mai 1938 |                                                                                      |               |                                                                  | Stade A.N.E.F., Bucarest 6,000 spectateurs Arbitre : M. Mârâseşcu |

| 18 mai 1938 | Roumanie           | 3 – 8 (3-8) | Allemagne                                                                | Stade A.N.E.F., Bucarest 7,000 spectateurs Arbitre : I. Camil |
| 18 mai 1938 | Essai(s) : I. Popa |             | Essai(s) : Hohberg Transformation(s) : Pfisterer Pénalité(s) : Pfisterer | Stade A.N.E.F., Bucarest 7,000 spectateurs Arbitre : I. Camil |
| 18 mai 1938 |                    |             |                                                                          | Stade A.N.E.F., Bucarest 7,000 spectateurs Arbitre : I. Camil |

| 22 mai 1938 | France                                                    | 8 – 5 (3-5) | Allemagne                                    | Stade A.N.E.F., Bucarest Arbitre : M. Herck |
| 22 mai 1938 | Essai(s) : Bergèze, Caunegre Transformation(s) : Desclaux |             | Essai(s) : Loos Transformation(s) : Isenberg | Stade A.N.E.F., Bucarest Arbitre : M. Herck |
| 22 mai 1938 |                                                           |             |                                              | Stade A.N.E.F., Bucarest Arbitre : M. Herck |

## Équipes

### Joueurs français
Avants : Jean Clavé (SU Agen), André Goyard (Lyon OU), René Lombarteix (AS Montferrand), Antonin Delque (SC Tulle), Émile Fabre (Stade toulousain), Jean Blond (Stade français), Jacques Palat (USA Perpignan), Louis Dupont (Racing club de France).
Arrières : Pierre Thiers (AS Montferrand), Guy Vassal (Union sportive carcassonnaise XV), Raymond Le Goff (Racing club de France), Joseph Desclaux (cap.) (USA Perpignan), Félix Bergèze (Aviron bayonnais), Robert Caunegre (Stade bordelais), Michel Bonnus (RC Toulon). 
Remplaçants : ?
Entraîneurs : Joseph Lanusse et Jean Semmartin

### Joueurs allemands
Avants : M. Schroers (Schwalbe Hannover), O. Wehrmann (FV 1897 Linden), Helmut Bönecke (DRC Hannover), Fritz Döpke (Volksport Hannover), A. Koch (78 Hannover), H. Gilbert (SC 1880 Frankfurt), E. Thiesies (Tennis Borussia Berlin), O. Hohberg (78 Hannover).
Arrières : K. Loos (cap.) (Heidelberger RK), K-H. Richter (Berliner SV 92), W. Dünnhaupt (78 Hannover), W. Zichlinski (FV 1897 Linden), F. Bukowski (Schwalbe Hannover), Karl Hübsch (Heidelberger RK), G. Isenberg (Volksport Hannover).
Remplaçants : 
Entraîneur : ?

### Joueurs roumains
Avants : I. Irimia (AP Stadiul Român București), G. Ionescu (AP Stadiul Român București), S. Bârsan (Tennis Club Român), C. Tânase (P.T.T.), M. Slobozeanu (AP Stadiul Român București), S. Burlescu (AP Stadiul Român București), G. Crivât (AP Stadiul Român București), V. Niculescu (Sportul Studențesc).
Arrières : Constantin Turut (AP Stadiul Român București), I. Popa (Tennis Club Român), C. Dinescu (Sportul Studențesc), N. Crissoveloni (cap.) (Tennis Club Român), I. Andreiși (Sportul Studențesc), A. Damian (Sportul Studențesc), T. Moldoveanu (Tennis Club Român).
Remplaçants :
Entraîneur : ?